# Atlètic Segre
L'Atlètic Segre és un club esportiu centrat en el futbol base fundat a Lleida el 1975. La temporada 2021-2022 l'entitat comptava amb 460 jugadors i 33 equips de diferents categories. Ha guanyat diversos trofeus com el III Trofeu de Futbol 7 Aleví de Mequinensa de 2015 i el 1r Torneig Aleví Copa Cooperativa d'Artesa de 2017.

## Història
Des de la dècada del 1980 un dels directius destacats va ser Ramon Farrús, que el 2003 assumí la presidència de l'entitat fins a la seva mort, el 2016, produïda per un càncer. Durant la seva presidència treballà per modernitzar l'entitat. El rellevà, el gener de 2017, per un equip directiu format pel president Josep Antoni Subirà «Pitu» i el coordinador de l'escola David Càmara. El 2019, la presidència l'assumí l'entrenador de la casa David Romaní.
Des del 2010 l'Atlètic Segre impulsa una escola de futbol base del barri de Diamaguene d'M’Bour, al Senegal. El coordinador del projecte és Cheikh Gueye, entrenador i lingüista resident a Lleida des del 2005. S'envia material esportiu dues vegades l'any, i també es fa arribar material informàtic que beneficia a 200 infants.
El desembre de 2014 l'entitat va inaugurar una remodelació de les instal·lacions, que passaren a comptar amb un camp de futbol 11 i un de futbol 7, un gimnàs, una sala de juntes, la megafonia, el taller, l'entrada, la cafeteria, els trofeus, el vestíbul, la sala de juntes, les oficines i despatxos, els vestidors, la bugaderia, el material i la sala de fisioteràpia.